# Classe Karp
Pour les articles homonymes, voir Karp.
Les sous-marins de Classe Karp furent construits par l'entreprise Krupp Ag dans l'empire allemand et dessinés par Raimundo Lorenzo de Equevilley Montjustín pour la marine impériale russe. 
Une fois achevés, les sous-marins naviguèrent de Kiel jusqu'à Libau en Lettonie. Trois sous-marins furent construits :
| Sous-marins de classe Karp, |                     |       |                |                                                               |
| Nom                         | Constructeur        | Lancé | Commissionné   | Destin                                                        |
| Karp (Карп)                 | Germaniawerft, Kiel | 1907  | 2 octobre 1907 | Sabordé à Sébastopol le 26 avril 1919.                        |
| Kambala (Камбала)           | Germaniawerft, Kiel | 1907  | 2 octobre 1907 | Coulé lors d'une collision avec le Rostislav le 11 juin 1909. |
| Karas (Карась)              | Germaniawerft, Kiel | 1907  | 2 octobre 1907 | Réformé en 1917, sabordé à Sébastopol le 26 avril 1919.       |

Le Kambala sombra en mai 1909 pendant des exercices à la suite d'un abordage avec le cuirassé Rostislav. Le Karp et le Karas furent sabordés à Sébastopol en 1919. Le Karp fut renfloué en 1925 mais ne fut pas remis en service.

## Source
- (en) I.D. Spassky, V.P. Semyonov et Norman Polmar, Submarines of the Tsarist Navy : A pictorial History, États-Unis, Naval Institute Press, 1998, 94 p. (ISBN 1-55750-771-6)
- https://www.soumarsov.eu/Sous-marins/Avt17/Karp/Karp.htm

1. ↑  Gardiner et Gray 1986, p. 313.
2. ↑  Friedman et Noot 1991, p. 19.